# Ковдорски рејон
Ковдорски рејон (рус. Ковдорский район) општинска је административно-територијална јединица другог нивоа са статусом општинског рејона у западном делу Мурманске области, на крајњем северозападу европског дела Руске Федерације.
Административни центар рејона је град Ковдор.
Према проценама националне статистичке службе Русије за 2016. на територији округа живело је 19.162 становника, или у просеку око 4,71 ст/км². На територији округа налази се укупно 6 насељених места.

## Географија
Ковдорски рејон смештен је у западном делу Мурманске области. Обухвата територију површине око 4.066 км² и по том параметру налази се на 6. месту међу административним јединицама у области. Округ се граничи са територијама Кољског рејона на северу, односно Кандалашког рејона на југу. На истоку су територије Пољарнозорског, Апатитског и Мончегорског округа, док на крајњем западу један мањи део административне границе уједно представља и део државне границе са Финском.
Територију Ковдорског рејона карактерише брдско подручје са узвишењима моренског порекла, те долина реке Јоне која протиче преко територију округа у смеру југ-север. На крајњем истоку Ковдорски округ излази на обале језера Имандре. Северни и северозападни део округа испресецан је густом мрежом река и језера.

## Историја
Ковдорски рејон као административно територијална јединица Мурманске области званично је успостављен 29. новембра 1979. године од делова тадашњег Апатитског рејона.

## Демографија и административна подела
Према подацима са пописа становништва из 2010. на територији рејона живело је укупно 21.297 становника, док је према процени из 2016. ту живело 19.162 становника, или у просеку око 8,1 ст/км². По броју становника Пољарнозорски округ се налази на 11. месту у области са уделом у укупној обласној популацији од 2,51%.
| 1959. | 1970. | 1979. | 1989.  | 2002.  | 2010.  | 2016.   |
| ----- | ----- | ----- | ------ | ------ | ------ | ------- |
| ---   | ---   | ---   | 36.786 | 24.404 | 21.297 | 19.162* |

Напомена:* Према процени националне статистичке службе. 
У границама округа налази се шест насељених места. Једино градско насеље је град Ковдор, административни центар округа у ком живи 90% од укупне популације рејона. У преосталих пет сеоских насеља према подацима са пописа 2010. живело је укупно 2.477 становника, а највеће међу њима је село Јонски са 1.534 становника. Сва села су административно инкорпорирана у посебну сеоску општину.